# Noe Ramirez
Noe Ramirez (né le 22 décembre 1989 à Los Angeles, Californie, États-Unis) est un lanceur de relève droitier de la Ligue majeure de baseball.

## Carrière
Joueur des Titans de l'université d'État de Californie à Fullerton, Noe Ramirez est repêché par les Red Sox de Boston au 4e tour de sélection en 2011. Il amorce sa carrière professionnelle en ligues mineures en 2012 avec un des clubs affiliés des Red Sox. Dans les mineures, il lance 59 matchs de suite sans accorder un coup de circuit à l'adversaire, une séquence qui s'étendu du 6 août 2013 au 17 juin 2015.
Ramirez fait ses débuts dans le baseball majeur pour Boston le 3 juillet 2015 mais il écope de la défaite après une difficile sortie comme lanceur de relève contre les Astros de Houston. 
Il joue pour Boston de 2015 à 2017. Le 18 août 2017, il est réclamé au ballottage par les Angels de Los Angeles.